# Supercopa Argentina
A Supercopa Argentina é um torneio oficial de futebol masculino de uma única partida organizado pela Asociación del Fútbol Argentino (AFA), disputada anualmente entre o campeão da Primera División e da Copa Argentina desde 2012.

## História
A ideia de uma “Supercopa” argentina surgiu em 2012, quando a Asociación del Fútbol Argentino (AFA), na tentativa de trazer inovação ao sistema atual, criou uma competição que seria disputada pelos campeões da Primera División e da Copa Argentina, inspirando-se das copas europeias.
A primeira edição da Supercopa foi disputada entre o Boca Juniors (vencedor da Copa Argentina de 2011–12) e o Arsenal de Sarandí (vencedor do Torneo Clausura de 2012). Como a partida terminou empatada em 0 a 0, o vencedor foi decidido na disputa de pênaltis, vencida pelo Arsenal por 4 a 3, o que permitiu ao clube conquistar sua primeira copa nacional.
Para a segunda edição em 2013, a AFA modificou seu estatuto para permitir que o vencedor da Copa Campeonato de 2013 (também chamada de "Superfinal") jogasse contra o vencedor da Copa Argentina.  A "Superfinal" foi uma copa nacional de curta duração disputada pelos campeões dos torneios Inicial e Final para decidir o campeão de toda a temporada.
Como a edição da Copa Argentina de 2019–20 foi adiada devido à pandemia de COVID-19 (terminou em dezembro de 2021, sendo vencida pelo Boca Juniors) a AFA não realizou a Supercopa de 2020. Em vez disso, a AFA optou por realizar a edição de 2021, agendando-a para março de 2022. Mesmo assim, a partida não foi disputada por problemas de agendamento.
Em outubro de 2022, foi anunciado que a Supercopa seria realizada em Abu Dhabi, nos Emirados Árabes Unidos, após acordo entre a AFA e o Conselho Desportivo local que prevê quatro edições da competição (até 2026). Dois meses depois, a AFA anunciou que o vencedor do Trofeo de Campeones (Racing em 2022) disputaria o torneio no lugar do vencedor da Copa Argentina (Patronato em 2022), deixando-o fora da competição. Nenhuma razão foi dada após a decisão. Por fim, a AFA criou uma versão internacional da Supercopa Argentina denominada "Supercopa Internacional" a ser realizada em Abu Dhabi para cumprir o compromisso anterior, disputada entre os vencedores da Primera División e do Trofeo de Campeones. Por outro lado, a Supercopa Argentina continuou normalmente disputada entre o vencedor da Primera División e da Copa Argentina.

## Formato
O Boletim Especial nº 6220 da Associação do Futebol Agrentino (AFA) de 28 de dezembro de 2022, estabeleceu as disposições para a disputa da Supercopa da Argentina. Segundo o mesmo, a partir de 1º de janeiro de 2023, participará da competição o campeão da Primera División, a primeira divisão do futebol argentino, e o campeão da Copa Argentina. Se o mesmo time for o vencedor da Primera División e da Copa Argentina, a vaga restante será ofertada ao vice-campeão da Primera División.
Será realizada anualmente através da disputa de um jogo único em campo neutro a ser escolhido pela AFA. Se o placar ficar empatado após o tempo regulamentar, ocorre uma prorrogação de trinta minutos e, se persistir a igualdade, o título será definido na disputa por pênaltis.

## Campeões
Legenda
- CA: campeão da Copa Argentina
- PD: campeão da Primera División
- PD²: vice-campeão da Primera División

| Ed. | Ano  | Campeão                                                      | Placar                                                       | Vice-campeão                                                 | Estádio                                                      | Cidade                                                       | Ref.                                                         |
| --- | ---- | ------------------------------------------------------------ | ------------------------------------------------------------ | ------------------------------------------------------------ | ------------------------------------------------------------ | ------------------------------------------------------------ | ------------------------------------------------------------ |
| 1   | 2012 | Arsenal de Sarandí (PD)                                      | 0–0 (4–3 pen)                                                | Boca Juniors (CA)                                            | Bicentenario                                                 | Catamarca                                                    | [ 3 ]                                                        |
| 2   | 2013 | Vélez Sarsfield (PD)                                         | 1–0                                                          | Arsenal de Sarandí (CA)                                      | Juan G. Funes                                                | San Luis                                                     |                                                              |
| 3   | 2014 | Huracán (CA)                                                 | 1–0                                                          | River Plate (PD)                                             | Bicentenario                                                 | San Juan                                                     | [ 10 ]                                                       |
| 4   | 2015 | San Lorenzo (PD²)                                            | 4–0                                                          | Boca Juniors (PD & CA)                                       | Mario Alberto Kempes                                         | Córdoba                                                      | [ 11 ]                                                       |
| 5   | 2016 | Lanús (PD)                                                   | 3–0                                                          | River Plate (CA)                                             | Ciudad de La Plata                                           | La Plata                                                     | [ 12 ]                                                       |
| 6   | 2017 | River Plate (CA)                                             | 2–0                                                          | Boca Juniors (PD)                                            | Malvinas Argentinas                                          | Mendoza                                                      | [ 13 ]                                                       |
| 7   | 2018 | Boca Juniors (PD)                                            | 0–0 (6–5 pen)                                                | Rosario Central (CA)                                         | Malvinas Argentinas                                          | Mendoza                                                      | [ 14 ]                                                       |
| 8   | 2019 | River Plate (CA)                                             | 5–0                                                          | Racing Club (PD)                                             | Único Madre de Ciudades                                      | Santiago del Estero                                          | [ 15 ]                                                       |
| –   | 2020 | Não realizado por causa da pandemia de COVID-19 na Argentina | Não realizado por causa da pandemia de COVID-19 na Argentina | Não realizado por causa da pandemia de COVID-19 na Argentina | Não realizado por causa da pandemia de COVID-19 na Argentina | Não realizado por causa da pandemia de COVID-19 na Argentina | Não realizado por causa da pandemia de COVID-19 na Argentina |
| –   | 2021 | Não realizado devido a problemas de agendamento              | Não realizado devido a problemas de agendamento              | Não realizado devido a problemas de agendamento              | Não realizado devido a problemas de agendamento              | Não realizado devido a problemas de agendamento              | Não realizado devido a problemas de agendamento              |
| 9   | 2022 | Boca Juniors (PD)                                            | 3–0                                                          | Patronato (CA)                                               | Único Madre de Ciudades                                      | Santiago del Estero                                          | [ 20 ]                                                       |
| 10  | 2023 | River Plate (PD)                                             | 2–1                                                          | Estudiantes de La Plata (CA)                                 | Mario Alberto Kempes                                         | Córdoba                                                      |                                                              |

## Títulos por clube
| Clube                   | Títulos | Vices | Anos campeão     | Anos vice-campeão |
| ----------------------- | ------- | ----- | ---------------- | ----------------- |
| River Plate             | 3       | 2     | 2017, 2019, 2023 | 2014, 2016        |
| Boca Juniors            | 2       | 3     | 2018, 2022       | 2012, 2015, 2017  |
| Arsenal de Sarandí      | 1       | 1     | 2012             | 2013              |
| Vélez Sarsfield         | 1       | 0     | 2013             | —                 |
| Huracán                 | 1       | 0     | 2014             | —                 |
| San Lorenzo             | 1       | 0     | 2015             | —                 |
| Lanús                   | 1       | 0     | 2016             | —                 |
| Rosario Central         | 0       | 1     | —                | 2018              |
| Racing Club             | 0       | 1     | —                | 2019              |
| Patronato               | 0       | 1     | —                | 2022              |
| Estudiantes de La Plata | 0       | 1     | —                | 2023              |